# Ampelodesmos
Az Ampelodesmos a perjefélék monotipikus nemzetsége, amelybe mindössze egyetlen faj tartozik, az Ampelodesmos mauritanicus, amelyet angol nyelvterületeken stramma, Mauritania grass (Mauritánia füve), illetve rope grass (kötélfű) neveken ismernek.
A növény nagy csomós felépítésű, amely a mediterrán vidékeken őshonos.

## Termesztése
Élőhelyétől távol az Ampelodesmos mauritanicus-t díszfűként termesztik. Bólogató füzérvirágzata közel két láb hosszúra is megnő. Természetes élőhelyén szőnyeget, seprűt és zsineget készítenek belőle.

## Nevének eredete
Az ampelos előtag, a görög "bor" szóból származik, míg a desmos utótag a "kötelék", "kapocs" jelentéssel bír, amelyet így együtt nagyjából "szőlőkacsnak" fordíthatunk, ugyanakkor ez a jelentés abból ered, hogy korábban e növény leveleit használták a szőlő felkötözésére.
A növény a Mediterráneumon kívül könnyedén invazív fajjá válhat gyors terjeszkedése miatt.

## Fordítás
Ez a szócikk részben vagy egészben  az   Ampelodesmos című angol Wikipédia-szócikk ezen változatának fordításán alapul.  Az eredeti cikk szerkesztőit annak laptörténete sorolja fel. Ez a jelzés csupán a megfogalmazás eredetét és a szerzői jogokat jelzi, nem szolgál a cikkben szereplő információk forrásmegjelöléseként.